# Нафтопереробна промисловість Росії

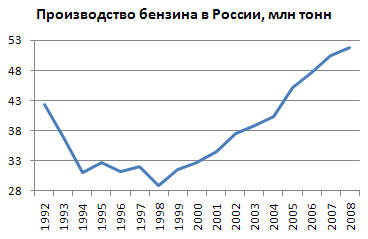
Динаміка виробництва бензину у РФ.

Нафтопереробна промисловість РФ — галузь промисловості РФ, частина нафтогазової промисловості РФ.
Станом на кінець 2020 року, за даними Міненерго Росії, на території країни функціонувало 74 НПЗ і газопереробних заводи сумарною потужністю первинної переробки нафти 332,2 млн т на рік, при цьому об'єм нафтопереробки у порівнянні з 2019 роком знизився на 5,4 % і становив 270 млн т..

## Історія

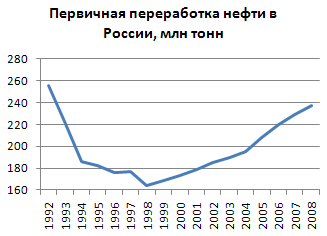
Динамика первинної переробки нафти у РФ у 1992—2008 роках, млн т

Більшість нафтопереробних заводів на території РФ було побудовано у перші два десятиліття після Другої світової війни: з 1945 по 1965 роки стало до ладу 16 заводів, біля половини з нині (2010) діючих.
За період економічних реформ 1990-х років у нафтопереробці й нафтохімічних галузях відбулося значне скорочення об'ємів виробництва.. Через різке скорочення внутрішнього споживання нафти за сумарних потужностей з первинної її переробки 296 млн т на рік у 2000 році фактично було перероблено 168,7 млн т, тобто навантаження НПЗ впала до 49,8 %.
Це зумовило низьку глибину переробки нафти і низьку якість нафтопродуктів, що вироблялися. Глибина переробки нафти у 1999 році становила у середньому по Росії 67,4 %, і лише на Омському НПЗ вона досягла 81,5 %, наблизившись до стандартів західноєвропейських країн і США..
У 2-й половині 2000-х років намітилися тенденція до збільшення глибини переробки нафти.. В цей час відбулося суттєве збільшення інвестицій у нафтопереробку.. Так, за 2006 рік вони зросли на 11,7 %, склавши 40 млрд рублів. За період 2005—2012 роки було інвестовано близько 1 трлн рублів, відбувалася модернізація виробництв. Зростав і внутрішній попит на нафтопродукти.
Глибина переробки нафти за період з 2005 по 2006 роки зросла з 67,6 до 71,3 %, а до 2018 року — до 83,4 %. Після 2005 року на низці НПЗ стали до ладу комплекси глибокої переробки нафти.
У жовтні 2010 року голова уряду Росії В. Путін повідомив про прийняте урядом рішення заборонити підключення до магістральних нафтопроводів нових НПЗ, глибина переробки в яких менше ніж 70 %. Путін повідомив, що у Росії на той час було близько 250 міні-НПЗ з глибиною переробки близько 40 %. Після розпаду СРСР у Росії до 2012 року було побудовано 5 нових нафтопереробних підприємства загальною потужністю близько 14 млн т.
В подальші роки російська нафтопереробна промисловість продовжувала розвиватися. З 2011 по 2018 роки у переробні виробництва було інвестовано понад 2 трлн рублів. Це дозводлило поставити до ладу 95 млн т вторинних потужностей. Вихід світлих продуктів з 2011 по 2017 роки збільшилася на 6 % і становила 62 %.
У 2009 році у Росії працювало 32 великих НПЗ з загальною потужністю з переробки нафти 262,2 млн т, а також 80 міні-НПЗ з загальною потужністю переробки 11,3 млн тонн.

### Результати 2008—2020[10][11]
Видобуток нафти з конденсатом збільшився на понад як 14 %.
Об'єм первинної переробки нафти по РФ з 2008 по 2018 роки збільшився на 21,2 %. У 2008 році по Росії об'єм первинної переробки нафти склав 235634,2 тис. т, у 2019 році 285315,6 тис. т, у 2010 році він знизився до 270000 тис. т.
Глибина переробки нафти за підсумками 2020 року збільшилася на 13,5 %, до 84 %. Глибина переробки нафти на НПЗ Росії до 2008 року в середньому перебувала на рівні 74 %, у європейських країнах — на рівні 85 %, у США — 95 — 96 %.
Вихід світлих нафтопродуктів за підсумками 2020 року збільшилися на 8,2 %, до 61,7 %. У 2008 році вихід світлих нафтопродуктів на НПЗ Росії склав близько 57 %, для порівняння у Західній Європі — 72 % і у США — 82 %.

### Атаки БПЛА у 2024 році
На початку 2024 року спостерігались атаки дронів на кілька НПЗ Росії. Україна офіційно не визнала здійснення цих атак. 22 березня 2024 року у газеті «Файненшл таймс» вийшла стаття, в якій йшлося про прибуття до Києва американського високопосадовця, який попрохав Україну не атакувати НПЗ Росії. За припущеннями, це був Дж. Салліван. Проте, навесні 2024 року атаки на російські НПЗ, після перерви, продовжилися.

## Об'єм виробництва і споживання за основними товарними групами
|                               | 2010        | 2010    | 2010   | 2010   | 2011        | 2012        | 2013        | 2014        | 2015        | 2016        | 2017        | 2018        | 2019        | 2020        | 2021        | 2022        |
| Види продукції                | Виробництво | Експорт | Імпорт | Вжиток | Виробництво | Виробництво | Виробництво | Виробництво | Виробництво | Виробництво | Виробництво | Виробництво | Виробництво | Виробництво | Виробництво | Виробництво |
| ----------------------------- | ----------- | ------- | ------ | ------ | ----------- | ----------- | ----------- | ----------- | ----------- | ----------- | ----------- | ----------- | ----------- | ----------- | ----------- | ----------- |
| Бензин автомобільний, млн.тон | 36          | 3.5     | 0.5    | 33     | 36.8        |             |             |             | 51,4        | ~40,2       |             | 39,1        | 40,2        | 38,4        | 40,8        | 42,58       |
| Дизельне паливо, млн.тон      | 69.9        | 41.5    | 0.5    | 28.9   | 70.2        | 69,598      |             | 77,2        | 76,1        | 76,1        | 76,83       | 77,5        | 83,4        | 77,9        | 80,33       | 85,14       |
| Мазут, млн.тон                | 77.7        | 72      | 0.9    | 6.6    | 72.9        |             |             | 80,92       | 72,14       | 61,0        |             | 49,2        | 45,9        | 40.9        | более 40    | 40,4        |
| Авіагас, млн. тон             | 9.0         |         |        |        | 9.24        | 10.02       | 10,4        | 11,16       | 9,73-9,75   | 9,62        |             | ~12,7       |             | 10.4        |             | 10,66       |

У таблиці нижче вказано найбільші підприємства за продуктами нафтопереробки[джерело не вказане 3522 дні].
| Товарні групи                    | Найбільші підприємства                                                                         |
| -------------------------------- | ---------------------------------------------------------------------------------------------- |
| Первинна переробка нафти, тис. т | НПЗ: Омський, Московський, Новоуфімський, Рязанський, Ангарський, Новокуйбишевський, Кириський |
| Бензин автомобільний, тис. т     | Новоуфіський НПЗ, Омський НПЗ, Новокуйбишевський НПЗ                                           |
| Дизельне паливо, тис. т          | Омський НПЗ, Кириський НПЗ, Хабаровський НПЗ                                                   |
| Мазут топочний, тис. т           | Ярославнафтооргсинтез, Кириський НПЗ, Рязанський НПЗ                                           |

## Список нафтопереробних підприємств Росії
Реєстр НПЗ, включаючи ті, що будуються і проєктуються, ведеться Міністерством енергетики РФ. Станом на 1 лютого 2023 року в ньому було вказано 86 НПЗ. З них такими, що стали до ладу вважаються 36, такими, що будуються і реконструюються — 8, такими, що проєктуються — 42.
| НПЗ                                 | Контролюючий акціонер                                       | Потужності з переробки (млн.тон) | Глибина переробки, (д.од.) | Федеральний округ    | Суб'єкт РФ              | Коли став до ладу | Статус                                                                                   |
| ----------------------------------- | ----------------------------------------------------------- | -------------------------------- | -------------------------- | -------------------- | ----------------------- | ----------------- | ---------------------------------------------------------------------------------------- |
| Омський НПЗ                         | Газпром нефть                                               | 21.0                             | 0.991                      | Сибірський ФО        | Омська область          | 1955              | 26.08.2024 — пошкоджений БПЛ                                                             |
| Киришинефтеоргсинтез                | Сургутнафтогаз                                              | 20.1                             | 0.648                      | Північно-Західний    | Ленінградська область   | 1966              |                                                                                          |
| Рязанський НПЗ                      | Роснафта                                                    | 17.1                             | 0.743                      | Центральный ФО       | Рязанская область       | 1960              | 13.03.2024 — пошкоджений БПЛ, 1.05.2024 — атакований БПЛА повторно                       |
| Лукойл-Нижегороднефтеоргсинтез      | Лукойл                                                      | 17.0                             | 0.777                      | Приволжский ФО       | Нижегородская область   | 1958              | 12.03.2024 — пошкоджений БПЛ                                                             |
| Ярославнафтооргсинтез               | Славнефть (50 % Газпромнефть, 50 % Роснефть)                | 15.72                            | 0.667                      | Центральный ФО       | Ярославская область     | 1961              |                                                                                          |
| Лукойл-Волгограднефтепереработка    | Лукойл                                                      | 14.5                             | 0.966                      | Південний ФО         | Волгоградская область   | 1957              | 3.02.2024 — пошкоджений БПЛ                                                              |
| Лукойл-Пермьнефтеоргсинтез          | Лукойл                                                      | 13.1                             | 0.975                      | Приволжский ФО       | Пермский край           | 1958              |                                                                                          |
| Московский НПЗ                      | Газпром нефть                                               | 10.5                             | 0.84                       | Центральний ФО       | Москва                  | 1938              |                                                                                          |
| Ангарська нафтохімічна компанія     | Роснафта                                                    | 10.2                             | 0.885                      | Сибірський ФО        | Іркутська область       | 1955              |                                                                                          |
| «Газпром нефтехим Салават»          | Газпром                                                     | 10.0                             | 0.956                      | Приволжский ФО       | Республика Башкортостан | 1952              | 9.05.2024 — атакований БПЛА                                                              |
| Башнефть-Уфанефтехим                | Башнєфть                                                    | 9.5                              | 0.977                      | Приволзький ФО       | Республіка Башкортостан | 1957              |                                                                                          |
| Туапсінський НПЗ                    | Роснафта                                                    | 9.03                             | 0.654                      | Південний ФО         | Краснодарський край     | 1929              | 25.01.2024 — пошкоджений БПЛ                                                             |
| Танеко                              | Татнафта                                                    | 8.7                              | 0.991                      | Приволзький ФО       | Республіка Татарстан    | 2011              |                                                                                          |
| Комсомольский НПЗ                   | Роснафта                                                    | 8.3                              | 0.988                      | Далекосхідний ФО     | Хабаровський край       | 1942              |                                                                                          |
| ТАИФ-НК                             | ТАИФ                                                        | 8.3                              | 0.795                      | Приволзький ФО       | Республіка Татарстан    | 2002              |                                                                                          |
| Новокуйбишевський НПЗ               | Роснафта                                                    | 7.9                              | 0.741                      | Приволжский ФО       | Самарська область       | 1951              | 16.03.2024 — пошкоджений БПЛ, 23.03.2024 — повторно                                      |
| Тюменський НПЗ                      | ООО «Русинвест»                                             | 7.5                              | 0.995                      | Уральський ФО        | Тюменська область       | 2006              |                                                                                          |
| «Башнефть-УНПЗ»                     | Башнєфть                                                    | 7.5                              | 0.644                      | Приволзький ФО       | Республіка Башкортостан | 1938              |                                                                                          |
| Ачинський НПЗ                       | Роснефть                                                    | 7.5                              | 0.703                      | Сибірський ФО        | Красноярський край      | 1982              |                                                                                          |
| Башнефть-Новойл (Ново-Уфимский НПЗ) | Башнєфть                                                    | 7.1                              | 0.879                      | Приволжский ФО       | Республіка Башкортостан | 1951              |                                                                                          |
| Афіпський НПЗ                       | Сафмар                                                      | 7.02                             | 0.807                      | Південний ФО         | Краснодарський край     | 1963              |                                                                                          |
| Саратовський НПЗ                    | Роснафта                                                    | 7.0                              | 0.805                      | Приволзький ФО       | Саратовська область     | 1934              |                                                                                          |
| Сизранський НПЗ                     | Роснафта                                                    | 7.0                              | 0.798                      | Приволзький ФО       | Самарська область       | 1942              | 16.03.2024 — пошкоджений БПЛ                                                             |
| Куйбишевський НПЗ                   | Роснафта                                                    | 7.0                              | 0.662                      | Приволзький ФО       | Самарська область       | 1945              | 16.03.2024 — пошкоджений БПЛ                                                             |
| Орськнафтооргсинтез                 | Сафмар                                                      | 6.6                              | 0.881                      | Приволзький ФО       | Оренбурзька область     | 1935              | 07.04.2024 — зупинив роботу через підтоплення                                            |
| Ільський НПЗ                        | Кубанская нефтегазовая компания                             | 6.6                              | 0.59                       | Південний ФО         | Краснодарський край     | 2002              | 09.02.2024 — пошкоджений БПЛ, 28.04.2024 — атакован БПЛА                                 |
| Новошахтинський ЗНП                 | Петон                                                       | 5.0                              | 0.993                      | Південний ФО         | Ростовская область      | 2009              | 13.03.2024 — пошкоджений БПЛ                                                             |
| Хабаровський НПЗ                    | Независимая нефтегазовая компания                           | 5.0                              | 0.689                      | Далекосхідний ФО     | Хабаровський край       | 1936              |                                                                                          |
| Ухтинський НПЗ                      | Лукойл                                                      | 4.2                              | 0.88                       | Північно-Західний ФО | Республіка Комі         | 1934              |                                                                                          |
| Сургутський ЗСК                     | Газпром                                                     | 4.0                              | н.д.                       | Уральський ФО        | ХМАО-Югра               | 1993              |                                                                                          |
| Славянський НПЗ                     | Славянск ЭКО                                                | 3.99                             | 0.74                       | Південний ФО         | Краснодарський край     | 2013              | 17.03.2024 — пошкоджений БПЛ, 27.04.2024 — атакований БПЛА, 19.05.2024 — атакований БПЛА |
| Яйський НПЗ                         | ЗАТ «НефтеХимСервис»                                        | 3.3                              | 0.989                      | Сибірський ФО        | Кемеровська область     | 2013              |                                                                                          |
| Астраханський ГПЗ                   | Газпром                                                     | 3.3                              | н.д.                       | Південний ФО         | Астраханська область    | 1986              |                                                                                          |
| Краснодарський НПЗ                  | Сафмар                                                      | 3.1                              | 0.736                      | Південний ФО         | Краснодарський край     | 1911              |                                                                                          |
| «Нижневартовское НПО»               | Роснефть                                                    | 1.58                             | н.д.                       | Уральский ФО         | ХМАО-Югра               | 1998              |                                                                                          |
| Марийський НПЗ                      | Агентство «Долговой центр»                                  | 1.44                             | 0.938                      | Приволзький ФО       | Республика Марій Ел     | 1998              |                                                                                          |
| Анжерський НПЗ                      | ЗАО «НефтеХимСервис»                                        | 1.2                              | 0.62                       | Сибірский ФО         | Кемеровська область     | 2010              |                                                                                          |
| Усинський НПЗ                       | ООО «Енисей»                                                | 1.0                              | 0.54                       | Північно-Західний ФО | Республіка Комі         | 2011              |                                                                                          |
| НПЗ «Дитэко»                        | ООО МФЦ «Капитал»                                           | 0.9                              | 0.5                        | Сибирський ФО        | Іркутська область       | 2011              |                                                                                          |
| Коченьовський НПЗ                   | ООО «ВПК-Ойл»                                               | 0.72                             | 0.96                       | Сибирський ФО        | Новосибірська область   | 2007              |                                                                                          |
| «Николаевський НПЗ»                 | ООО «Самаратранснефть-терминал»                             | 0.5                              | 0.87                       | Приволзький ФО       | Самарська область       | 2014              |                                                                                          |
| Ітатський НПЗ                       | ООО «Кузнецкий уголь»                                       | 0.47                             | 0.85                       | Сибірский ФО         | Кемеровская область     | 2006              |                                                                                          |
| Новоуренгойський ЗПКТ               | Газпром                                                     | 0.35                             | н.д.                       | Уральский ФО         | ЯНАО                    | 1985              |                                                                                          |
| Стрежевской НПЗ                     | Томскнефть                                                  | 0.33                             | н.д.                       | Сибірський ФО        | Томська область         | 1999              |                                                                                          |
| ТОВ «Перший завод»                  |                                                             | 1,2                              | н.д.                       | Центральний ФО       | Калузька область        | 2013              | 10.05.2024 — пошкоджений БПЛА                                                            |
| Кособродський нафтобітумний завод   | ООО «Финансовые инновации» (50 %) ООО «Энергосервис» (50 %) | 0.2                              | 0.55                       | Уральський ФО        | Курганська область      | 2009              |                                                                                          |

## Власники нафтопереробних підприємств
Нафтопереробна промисловість у Росії у великій мірі консолідована. Біля 90 % потужностей з переробки нафти перебуває під контролем 9 вертикально інтегрованих нафтогазових компаній.
| Контролюючий акціонер          | Число підприємств | Потужності з переробки (млн.тон) |
| ------------------------------ | ----------------- | -------------------------------- |
| Роснафта                       | 10                | 82.6                             |
| Лукойл                         | 4                 | 48.8                             |
| Газпром нефть                  | 2                 | 31.5                             |
| Башнєфть                       | 3                 | 24.1                             |
| Сургутнафтогаз                 | 1                 | 20.1                             |
| Газпром                        | 4                 | 17.7                             |
| Славнефть                      | 1                 | 15.7                             |
| Сафмар                         | 2                 | 10.1                             |
| Татнафта                       | 1                 | 8.7                              |
| ТАИФ                           | 1                 | 8.3                              |
| ТОВ «Русинвест»                | 1                 | 7.5                              |
| Кубанська нафтогазова компанія | 1                 | 6.6                              |
| ФортеИнвест                    | 1                 | 6.6                              |
| Інші                           | 13                | 24                               |
| Загалом:                       | 45                | 312.3                            |

## Розподілення нафтопереробних підприємств по регіонах

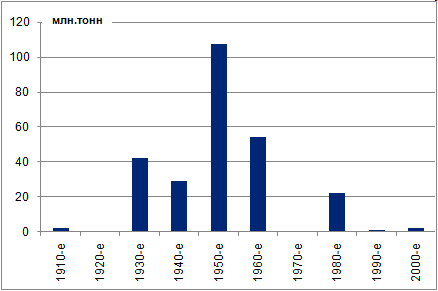
Введення в дію нафтопереробних потужностей у Росії за роками

За сов'єччини, коли стали до ладу основні нафтопереробні потужності Росії, при виборі майданчиків для розміщення НПЗ керувалися дома факторами: близькістю до районів споживання нафтопродуктів і скорочення загальних витрат на транспортування нафти. У зв'язку з цим низка НПЗ було побудовано у районах видобутку нафти.
НПЗ у Рязанській, Ярославській і Нижньогородській областях були орієнтовані на Центральний економічний район СРСР, у Ленінградській області — на Ленінградський промвузол, у Краснодарському краї — на Північно-Кавказький район, в Омській області й Ангарську — на потреби Сибіру. Інші НПЗ були побудовані у районах видобутку нафти. До кінця 1960-х років головним нафтовидобувним районом СРСР було Урало-Поволжя.
| Федеральний округ    | Регіон                  | Потужності з переробки (млн. тон)/кількість НПЗ |
| -------------------- | ----------------------- | ----------------------------------------------- |
| Приволзький ФО       | Республіка Башкортостан | 34.1/4                                          |
| Приволзький ФО       | Самарська область       | 22.4/4                                          |
| Приволзький ФО       | Республіка Татарстан    | 17/2                                            |
| Приволзький ФО       | Нижегородська область   | 17/1                                            |
| Приволзький ФО       | Пермська область        | 13.1/1                                          |
| Приволзький ФО       | Саратовська область     | 7/1                                             |
| Приволзький ФО       | Оренбурзька область     | 6.6/1                                           |
| Приволзький ФО       | Республіка Марій Ел     | 1.44/1                                          |
| Приволзький ФО       | Загалом:                | 118.64/15                                       |
| Центральний ФО       | Рязанська область       | 17.1/1                                          |
| Центральний ФО       | Ярославська область     | 15.72/1                                         |
| Центральний ФО       | Москва                  | 10.5/1                                          |
| Центральний ФО       | Загалом:                | 43.32/3                                         |
| Сибірський ФО        | Омська область          | 21/1                                            |
| Сибірський ФО        | Іркутська область       | 10.2/1                                          |
| Сибірський ФО        | Красноярський край      | 7.5/1                                           |
| Сибірський ФО        | Кемеровська область     | 4.97/3                                          |
| Сибірський ФО        | Загалом:                | 43.67/6                                         |
| Південний ФО         | Краснодарський край     | 29.74/5                                         |
| Південний ФО         | Волгоградська область   | 14.5/1                                          |
| Південний ФО         | Ростовська область      | 5/1                                             |
| Південний ФО         | Астраханська область    | 3.3/1                                           |
| Південний ФО         | Загалом:                | 52.54/8                                         |
| Північно-Західний ФО | Ленінградська область   | 20.1/1                                          |
| Північно-Західний ФО | Республіка Комі         | 4.2/1                                           |
| Північно-Західний ФО | Загалом:                | 24.3/2                                          |
| Далекосхідний ФО     | Хабаровський край       | 13.3/2                                          |
| Уральський ФО        | Тюменська область       | 7.5/1                                           |
| Уральський ФО        | ХМАО                    | 5.58/2                                          |
| Уральський ФО        | ЯНАО                    | 0.35/1                                          |
| Уральський ФО        | Загалом:                | 13.43/4                                         |
| Загалом:             | Загалом:                | 309.2/40                                        |